# إستر الشمع

إستر الشمع (بالإنجليزية: Wax ester)‏ ويُدعى اختصارًا WE، هو إستر الحمض والكحول الدهني. إسترات الشمع المُكون الرئيس لثلاث شموع تجارية مهمة: شمع الخارنوبا وشمع الفربيون وشمع العسل.
تتكون إسترات الشمع من اتحاد حمض دهني واحد مع كحول دهني واحد وفق المعادلة:
{\displaystyle {\ce {RCOOH + R'OH <=> RCOOR' + H2O}}}